# Solenobia pineti
Solenobia pineti är en fjärilsart som beskrevs av Philipp Christoph Zeller 1852. Solenobia pineti ingår i släktet Solenobia och familjen säckspinnare. Inga underarter finns listade i Catalogue of Life.